# Красуня і чудовисько (телесеріал)
Красуня і Чудовисько (англ. Beauty and the Beast) — американський телесеріал каналу CW. Прем'єра серіалу відбулася 11 жовтня 2012 року. В Україні перший і другий сезони транслював телеканал К1. Продюсери використали сценарій Дженніфер Левін і Шеррі Купера і зняли римейк телесеріалу, який вийшов у 1987 році.
13 лютого 2015 серіал, незважаючи на посередні рейтинги, був продовжений на четвертий сезон ще до старту третього. Завершився четвертим сезоном 15 вересня 2016 року.

## Сюжет
Від куль невідомих нападників на очах юної Кетрін Чендлер загинула її мати. Саму дівчину від убивць урятувало дещо, схоже на людино-вовка. Проходить майже десять років, Кетрін працює детективом поліції в Нью-Йорку, де під час розслідування знайомиться з ветераном війни, колишнім лікарем Вінсентом  Келлером, якого всі вважають давно загиблим. Детектив Чендлер дізнається про неймовірні подробиці смерті своєї матері, генетично модифікованих солдатів та багато чого іншого. Кетрін і Вінсент створюють міцну й ефективну групу для розслідування загадкових подій.

## Розробка і виробництво
Телеканал The CW оголосив про розробку римейку однойменного серіалу 1980-х із Ліндою Гамільтон на початку вересня 2011 року. 18 січня 2012 телеканал замовив зйомки пілотного епізоду, які проходили в березні—квітні того ж року. 16 лютого було оголошено, що Крістін Кройк буде виконувати головну роль у пілоті. 11 травня 2012 The CW затвердив пілот і замовив зйомки першого сезону. 9 листопада 2012 телеканал продовжив серіал на повний сезон, що складається з 22 епізодів. 8 травня 2014 телесеріал був продовжений на третій сезон з тринадцяти епізодів.

## Головні герої
| Фото | Актор            | Герсонаж       | Роль                                                |
| ---- | ---------------- | -------------- | --------------------------------------------------- |
|      | Крістін Кройк    | Кетрін Чендлер | Детектив поліції (потім спецагент ФБР)              |
|      | Джей Раян        | Вінсент Келлер | Колишній лікар-парамедик і військовий в Афганістані |
|      | Ніна Лізандрелло | Тесс Варгас    | детектив-напарниця і подруга Кетрін                 |
|      | Остін Бесіс      | J.T.Forbes     | Науковець і друг Вінсента                           |
|      | Ніколь Андерсон  | Гетер Чендлер  | Сестра Кетрін                                       |

## Епізоди

### 1 сезон
1. Пілотна серія/Pilot
2. Діяти обережно/Proceed with Caution
3. Все включено/All In
4. Основний інстинкт/Basic Instinct
5. Повернення Сатурна/Saturn Returns
6. Ціна/Worth
7. Некерований/Out of Control
8. У пастці/Trapped
9. Подруга нареченої, встань!/Bridesmaid Up!
10. У гніві/Seeing Red
11. По тонкому льоду/On Thin Ice
12. У зав'язці/Cold Turkey
13. Нікому не вір/Trust No One
14. Важка любов/Tough Love
15. Усі засоби хороші/ Any Means Possible
16. Ненаситний/Insatiable
17. Напарники по злочину/Partners in Crime
18. Серце пітьми/Heart of Darkness
19. Гра з вогнем/Playing with Fire
20. Річниця/Anniversary
21. Вечір побачень/Date Night
22. Не дивися назад/Never Turn Back

### 2 сезон
1. Хто я?/Who Am I?
2. Викрадення/Kidnapped
3. Брехун, брехун/Liar, Liar
4. Гаряча голова/Hothead
5. Зустріч/Reunion
6. Батькові видніше/Father Knows Best
7. Вгадай, хто прийде на вечерю?/Guess Who's Coming to Dinner?
8. Людина або чудовисько/Man or Beast?
9. Не помирай через мене/Don't Die on Me
10. Пращури/Ancestors
11. У заручниках/Held Hostage
12. Рецепт катастрофи/Recipe for Disaster
13. Поки смерть не розлучить нас/Till Death
14. Спокута/Redemption
15. Впіймай мене, якщо зможеш/Catch Me If You Can
16. На рахунок минулої ночі/About Last Night
17. Чудовисько — хіт сезону/Beast Is the New Black
18. Кішки мишки/Cat and Mouse
19. Нерозкрита справа/Cold Case
20. Довго і щасливо/Ever After
21. Операція«Свидание понарошку»/Operation Fake Date
22. Дежавю/Déjà Vu

### 3 сезон
1. Чудовисько з Уолл-Стріт/Beast of Wallstreet
2. Первісний страх/Primal Fear
3. Боб, Керол, Вінсент і Кет/Bob & Carol, Vin & Cat
4. Суть проблеми/Heart of the Matter
5. Найнебезпечніше чудовисько/Most Dangerous
6. У гонитві за привидами/Chasing Ghosts
7. А тепер поцілуйтеся/Both Sides Now
8. Весілля під прицілом/Shotgun Wedding
9. Шила в мішку не сховаєш/Cat's Out of the Bag
10. Пацієнт Х/Patient X
11. Непокірний/Unbreakable
12. Гріхи батьків/Sins of the Fathers
13. Зв'язані долею/Destined

### 4 сезон
1. Мсьє і мадам Бет / Monsieur et Madame Bête
2. / Beast Interrupted
3. / Down for the Count
4. / Something's Gotta Give
5. / It's a Wonderful Beast
6. / Beast of Times, Worst of Times
7. / Point of No Return
8. Любов — це поле бою / Love Is a Battlefield
9. / The Getaway
10. / Means to an End
11. Знайомтеся з новим чудовиськом / Meet the New Beast
12. / No Way Out
13. / Au Revoir